# Comelico
Il Comelico (o Val Comelico - Cumélgu, Comélgu o Comélgo in ladino, Camelutal in tedesco) è un territorio in provincia di Belluno (Veneto), al confine con l'Austria a nord, coincidente a larghe linee con i territori dei comuni di Santo Stefano di Cadore, San Pietro di Cadore, Danta di Cadore, Comelico Superiore e San Nicolò di Comelico.
Le principali risorse del territorio sono il turismo (invernale, estivo e termale) e l'industria del legno e vi si parla una delle varianti del cadorino, che si distingue dalle altre per una cadenza più chiusa e per minori influssi veneti.

## Geografia antropica

### Comuni
| Comune                              | Popolazione | Frazioni                                                                                                 |
| ----------------------------------- | ----------- | --- |
| Santo Stefano di Cadore (Sa Stefi)  | 2 410       | Campolongo (Cianplòngo), Casada (Ciadàda), Costalissoio (Costlisëgn), Santo Stefano di Cadore (Sa Stefi) |
| Comelico Superiore (Cumelgu d Sora) | 2 080       | Candide (Ciandidi), Casamazzagno (S-ciamazégn), Dosoledo (Dudlè), Padola (Padla)                         |
| San Nicolò di Comelico (San Colò)   | 381         | Costa (Costa), San Nicolò di Comelico (San Colò)                                                         |
| Danta di Cadore (Danta)             | 444         | Danta di Cadore (Danta)                                                                                  |
| San Pietro di Cadore (San Pieru)    | 1 564       | Costalta (Costauta), Mare (Maare), Presenaio (Parnei), Valle (Val) San Pietro di Cadore (San Pieru)      |

## Origini del nome
Il toponimo, che compare nei documenti a partire dal 1186, potrebbe derivare dal latino communicare nel senso di "luogo di comunicazione" (attraverso il passo di Monte Croce che porta in val Pusteria). Meno convincente l'ipotesi di Dante Olivieri, che lo ritiene un prediale derivato da *Comellus.

## Storia

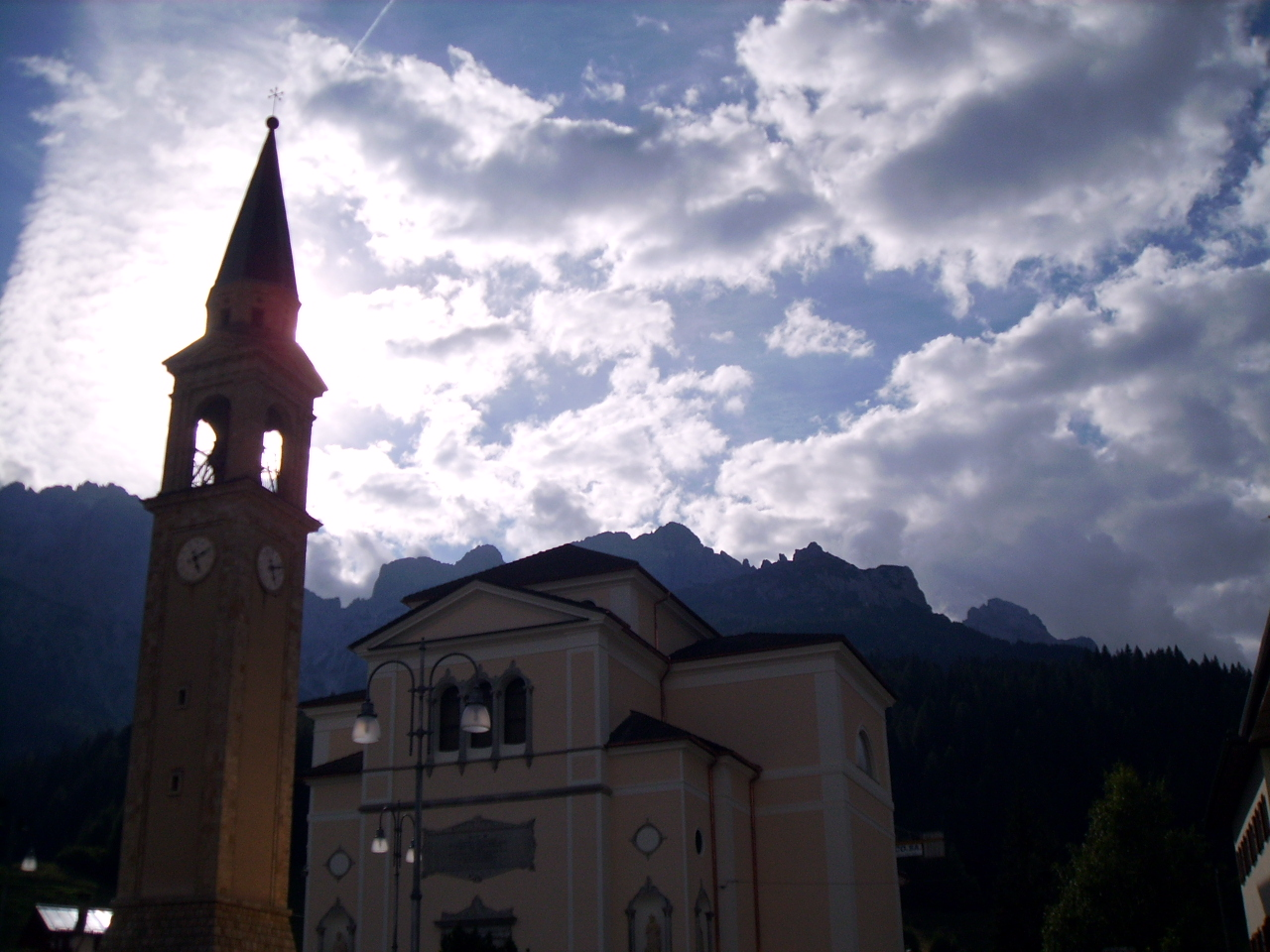
Chiesa di Padola

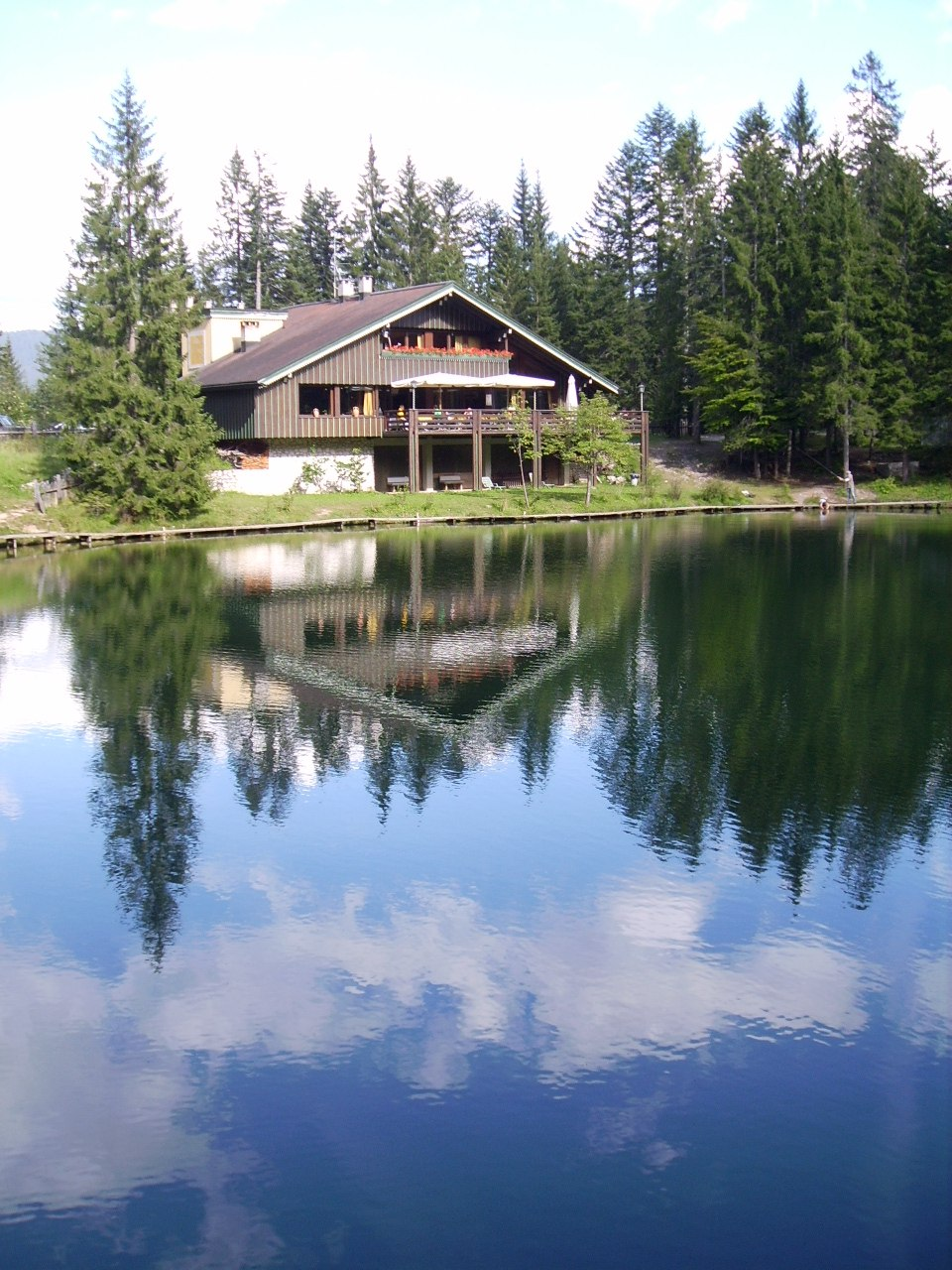
Lago di Sant'Anna

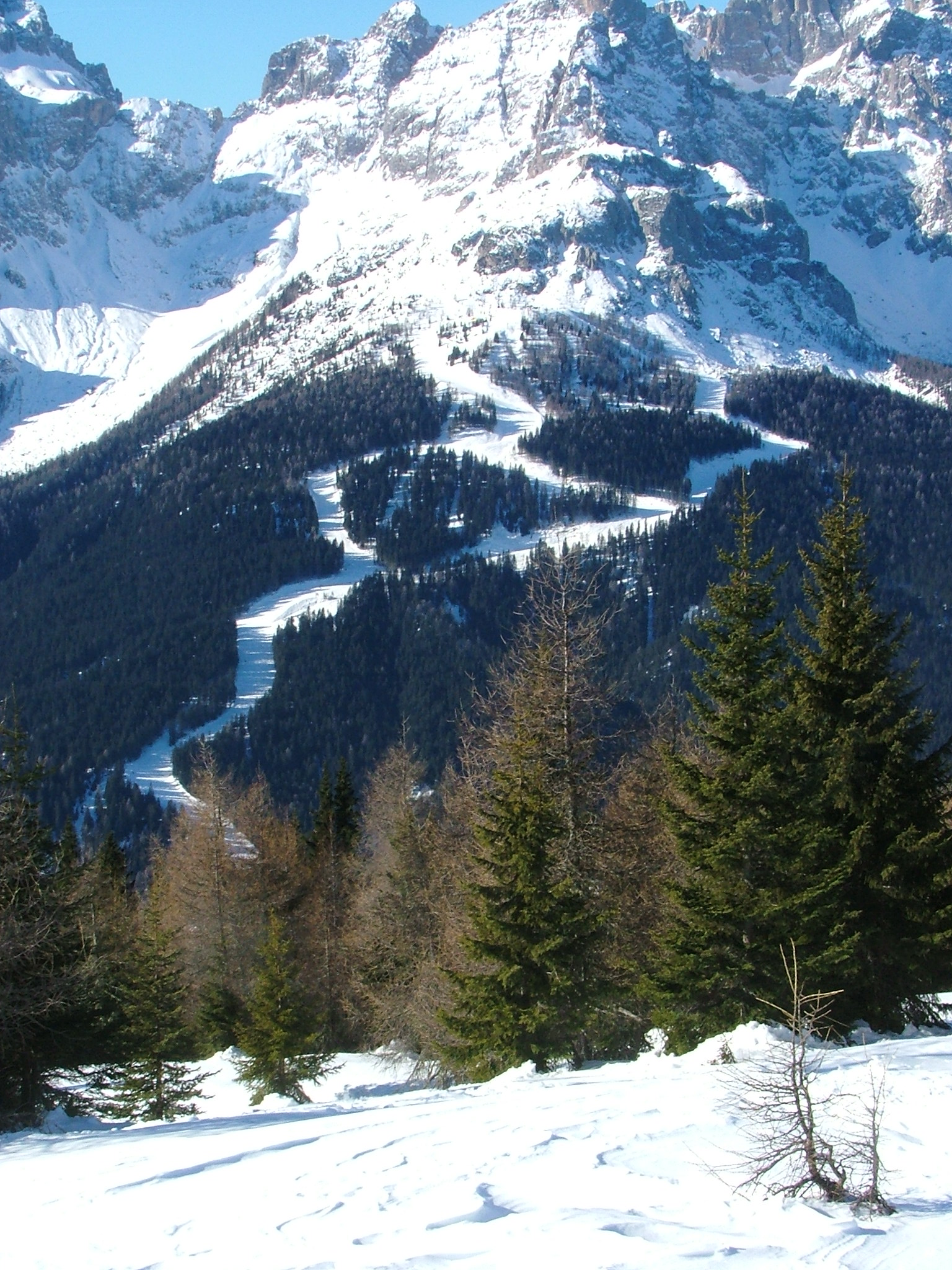
Piste da sci a Padola

Val Visdende

In Comelico sono documentate le proprietà delle vicinie del centro Cadore: Vigo, Domegge, Lozzo, Calalzo. A partire dai Longobardi, fu suddiviso nelle due decanie del Comelico Superiore (attuali comuni di Comelico Superiore, San Nicolò di Comelico e parte di Danta di Cadore) e del Comelico Inferiore (Santo Stefano di Cadore, San Pietro di Cadore e parte di Danta di Cadore).

## Cultura
La cultura tradizionale della vallata è stata legata in passato ai saperi di trasmissione orali (usi e costumi, racconti, religiosità popolare, musica vocale e strumentale) e alle attività economiche come allevamento, pastorizia, agricoltura e selvicoltura.

## Turismo

### Invernale
Il Comelico dispone di una stazione sciistica con impianti di risalita (Padola), piste da fondo, pattinaggio su ghiaccio, trekking invernale, escursioni a cavallo, sleddog, sci alpinismo, arrampicata su ghiaccio e inoltre offre corsi di tutti i generi e la possibilità di visitare e pernottare nei rifugi di alta montagna.

### Estivo
La montagna offre in estate numerose possibilità di escursioni a piedi, cavallo o mountain-bike nei numerosi sentieri attrezzati (ad es. in Val Visdende). Inoltre offre la possibilità di praticare vie ferrate e di visitare i rifugi. È possibile praticare la pesca sportiva. Da visitare il giardino alpino e le torbiere di Danta di Cadore.

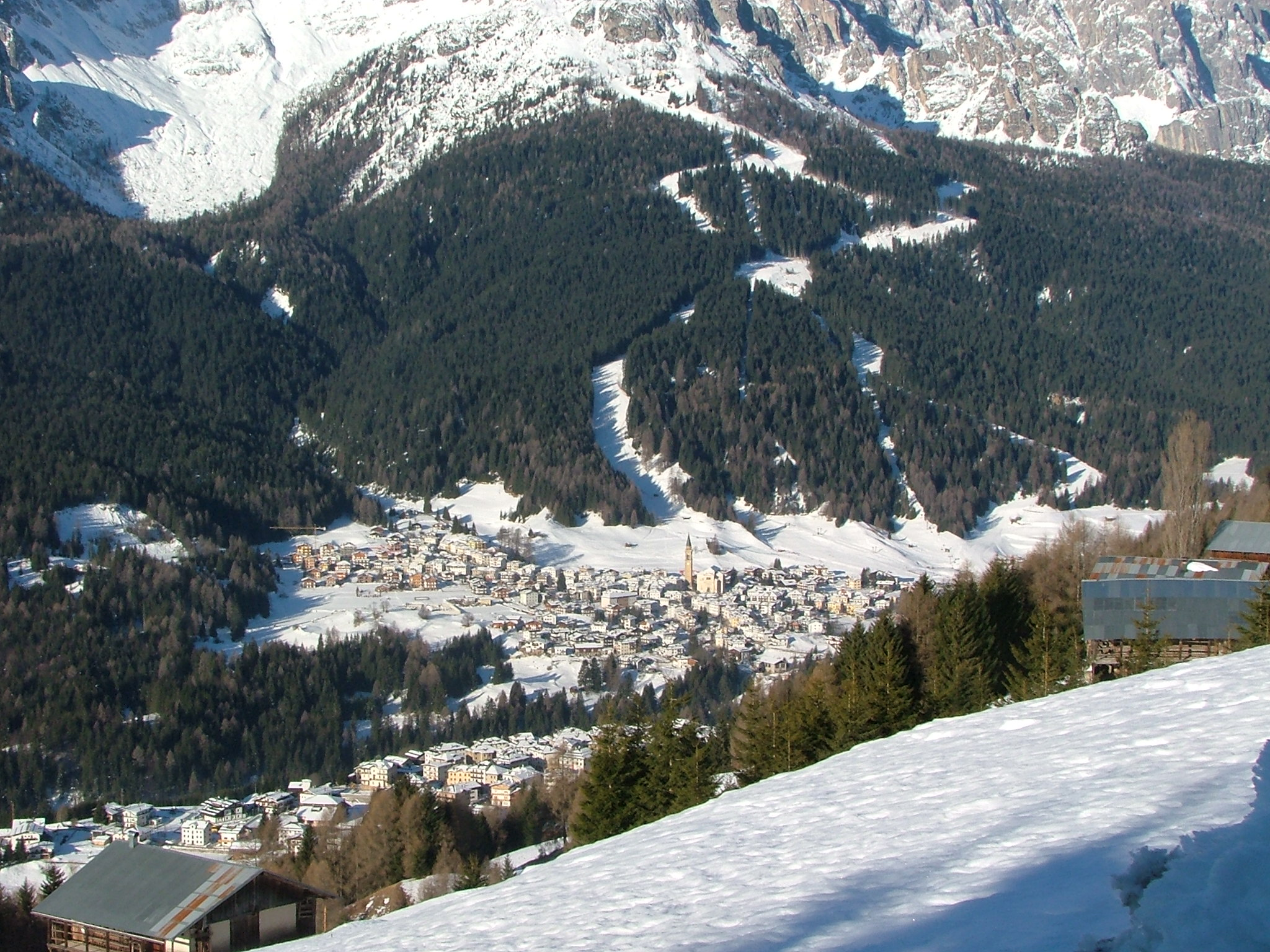
Padola

## Monumenti e luoghi d'interesse
(Giosuè Carducci)

### Edifici religiosi
- Chiesa pievanale di Santa Maria Assunta (Candide)
- Chiesa dei Santi Rocco e Osvaldo (Dosoledo)
- Chiesa di San Luca Evangelista (Padola)
- Chiesa di San Leonardo nuovo (Casamazzagno)
- Chiesa di San Leonardo vecchio (Casamazzagno)
- Chiesa di Sant'Antonio Abate (Candide)
- Chiesa dei caduti di Cima Vallona (località Tamai Sega Digon)
- Chiesa dei Santi Elisabetta, Lazzaro e Sebastiano (Dosoledo)
- Chiesa della Madonna delle Grazie (Padola)
- Chiesetta di Sant'Anna (Padola)
- Chiesa di San Nicolò (San Nicolò di Comelico)

### Palazzi storici
- Casa Gera (Candide)
- Palazzo Monti-Giacobbi (Candide)
- Casa Vettori (San Nicolò di Comelico)
- Palazzo Poli de Pol (San Pietro di Cadore)
- Palazzo Zandonella-Dall'Aquila (Dosoledo)

### Musei
- Museo della Cultura Alpina Ladina del Comelico (Padola)
- Museo Etnografico "La Stua" (Casamazzagno)
- Museo Etnografico "Algudnei" (Dosoledo)
- Museo Paleontologico (Danta di Cadore)
- Museo Etnografico Casa "Angiul Sai" (Costalta)

### Carnevale del Comelico

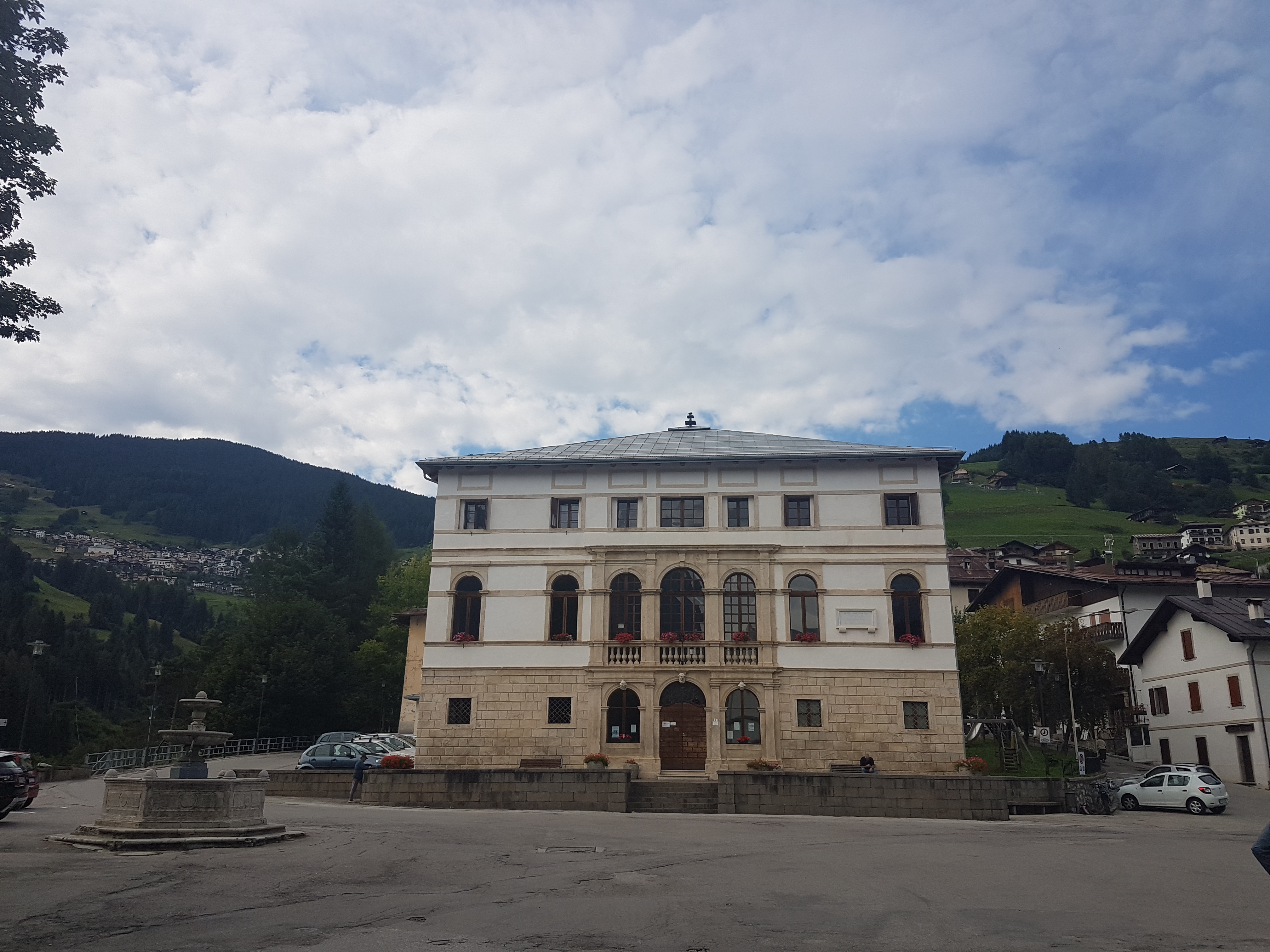
San Pietro di Cadore

Particolare e folkloristico è la mascaràda, ovvero il corteo di carnevale, con costumi, danze e musiche tradizionali. Esso presenta maschere - come il laché, il matazìn o il paiàzu - e modelli tipici dei carnevali dell'arco alpino. Più recente invece (metà del XX secolo) è l'introduzione della figura della matazèra a Dosoledo: se oggi è questo l'ultimo paese dove si svolge il corteo carnevalizio - dedicato a Santa Plonia, cioè Santa Apollonia, patrona del paese - storicamente esso era diffuso in molti paesi del Comelico, sia superiore che inferiore. Qui si è conservata la musica tradizionale da ballo nella sua forma più arcaica, in particolare con l'uso di una coppia di violini che guidano la mùsica (cioè il quartetto strumentale alla testa del corteo).